# Linn Township (comté de Moniteau, Missouri)
Linn Township est un ancien township, situé dans le comté de Moniteau, dans le Missouri, aux États-Unis,.
Le township est fondé en 1845.

### Source de la traduction
- (en) Cet article est partiellement ou en totalité issu de l’article de Wikipédia en anglais intitulé « Linn Township, Moniteau County, Missouri » (voir la liste des auteurs).